# Virgil Soeroredjo

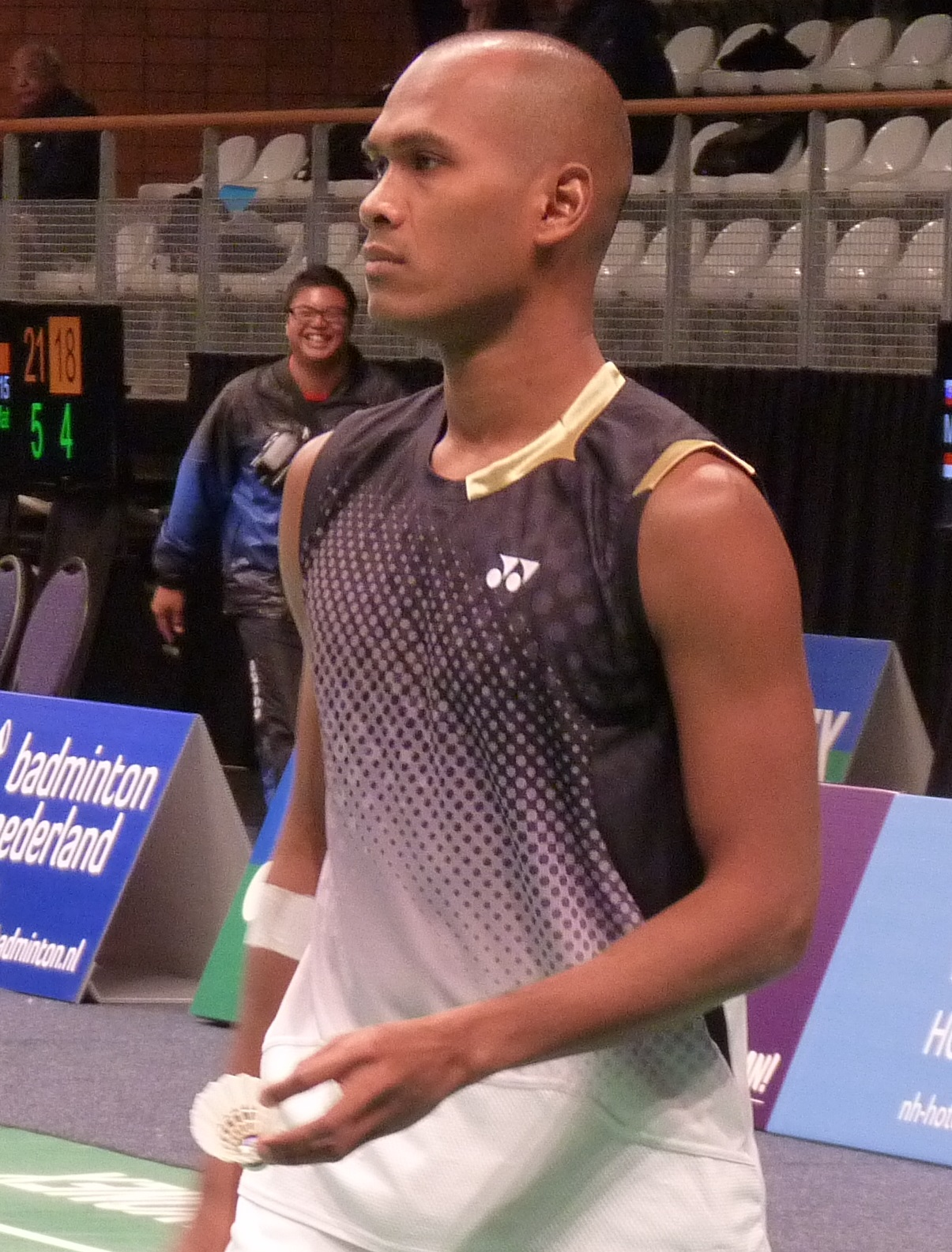
Virgil Soeroredjo, 2013

Virgil Soeroredjo (* 11. März 1985 in Paramaribo) ist ein surinamischer Badmintonspieler.

## Karriere
Virgil Soeroredjo gewann 2008 und 2009 fünf Titel bei den Suriname International. 2010 erkämpfte er sich sowohl Bronze bei den Zentralamerika- und Karibikspielen als auch bei den Südamerikaspielen. 2011 gewann er die Carebaco-Meisterschaft.

## Sportliche Erfolge
| Saison | Veranstaltung                     | Disziplin    | Platz | Name                                      |
| ------ | --------------------------------- | ------------ | ----- | ----------------------------------------- |
| 2008   | Suriname International            | Mixed        | 1     | Virgil Soeroredjo / Nathalie Haynes       |
| 2008   | Suriname International            | Herrendoppel | 1     | Virgil Soeroredjo / Mitchel Wongsodikromo |
| 2008   | Suriname International            | Herreneinzel | 1     | Virgil Soeroredjo                         |
| 2009   | Suriname International            | Herrendoppel | 1     | Virgil Soeroredjo / Mitchel Wongsodikromo |
| 2009   | Suriname International            | Herreneinzel | 1     | Virgil Soeroredjo                         |
| 2010   | Zentralamerika- und Karibikspiele | Herrendoppel | 3     | Virgil Soeroredjo / Mitchel Wongsodikromo |
| 2010   | Südamerikaspiele                  | Team         | 3     | Surinam                                   |
| 2011   | Carebaco-Meisterschaft            | Herrendoppel | 1     | Virgil Soeroredjo / Mitchel Wongsodikromo |
| 2014   | Landesmeisterschaft 2014          | Herreneinzel | 1     | Virgil Soeroredjo                         |